# Tricentrus brevispinis
Tricentrus brevispinis är en insektsart som beskrevs av William D. Funkhouser 1920 . Tricentrus brevispinis ingår i släktet Tricentrus och familjen hornstritar. Inga underarter finns listade i Catalogue of Life.